# Spytkowice (gmina w powiecie nowotarskim)
Spytkowice – jednowioskowa gmina wiejska w województwie małopolskim, w powiecie nowotarskim. Siedziba gminy to Spytkowice.
W latach 1975–76 i 1998 gmina była położona w województwie nowosądeckim. W latach 1976–97 w gminie Raba Wyżna.
Według danych z 1 stycznia 2012 gminę zamieszkiwało 4330 osób. Natomiast według danych z 31 grudnia 2017 roku gminę zamieszkiwało 4508 osób.

## Historia
Gmina Spytkowice powstała 1 stycznia 1973 w powiecie suskim w woj. krakowskim w składzie 2 sołectw: Spytkowice i Wysoka 1 czerwca 1975 roku gmina znalazła się w nowo utworzonym woj. nowosądeckim. 15 stycznia 1976 roku gmina została zniesiona, a jej obszar włączono do gmin:
- Jordanów (obszar sołectwa Wysoka),
- Raba Wyżna (obszar sołectwa Spytkowice)[2].

Gminę Spytkowice reaktywowano 1 stycznia 1998 w zmienionych granicach względem tych z 1976 roku. W jej skład weszło tylko sołectwo Spytkowice, natomiast należące dawniej do gminy Spytkowice sołectwo Wysoka pozostało w gminie Jordanów.

## Struktura powierzchni
Według danych z roku 2002 gmina Spytkowice ma obszar 32,19 km², w tym:
- użytki rolne: 60%
- użytki leśne: 29%

Gmina stanowi 2,18% powierzchni powiatu.

## Demografia

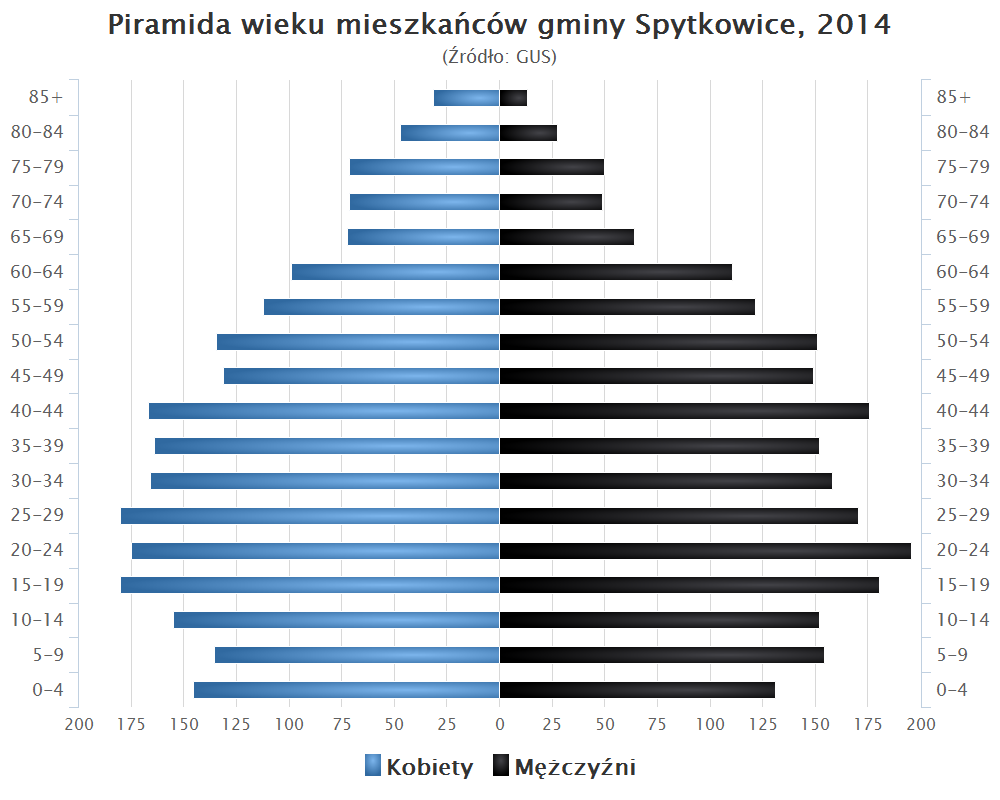
Piramida wieku mieszkańców gminy Spytkowice w 2014 roku

Dane z 1 stycznia 2012:
| Opis                              | Ogółem | Ogółem | Kobiety | Kobiety | Mężczyźni | Mężczyźni |
| --------------------------------- | ------ | ------ | ------- | ------- | --------- | --------- |
| jednostka                         | osób   | %      | osób    | %       | osób      | %         |
| populacja                         | 4330   | 100    | 2185    | 50,46   | 2145      | 49,54     |
| gęstość zaludnienia (mieszk./km²) | 134,5  | 134,5  | 67,87   | 67,87   | 66,63     | 66,63     |

## Sąsiednie gminy
Bystra-Sidzina, Jabłonka, Jordanów, Raba Wyżna